# Linda Lindberg
Linda Margaretha Lindberg, född Nilsson 2 november 1974 i Fosie församling i Malmö, är en svensk politiker (sverigedemokrat). Hon är ordinarie riksdagsledamot sedan 2018, invald för Skåne läns västra valkrets, och Sverigedemokraternas gruppledare i riksdagen sedan 2023.
Lindberg arbetade tidigare som florist i Kågeröd, Svalövs kommun, där hon också var kommunpolitiker 2014–2018. Hon är 2023 bosatt i Helsingborg.
I riksdagen är Lindberg ledamot i socialutskottet sedan 2021 samt ledamot i riksdagsstyrelsen och krigsdelegationen sedan 2023. Hon var ledamot i socialförsäkringsutskottet 2020–2021 och riksdagens delegation till Interparlamentariska unionen 2022–2023 samt ersättare i riksdagsstyrelsen 2022–2023. Lindberg är eller har varit suppleant i bland annat arbetsmarknadsutskottet, civilutskottet, EU-nämnden, ledamotsrådet, riksbanksfullmäktige, riksdagens valberedning, socialförsäkringsutskottet, socialutskottet, utbildningsutskottet och utrikesnämnden.
Lindberg är Sverigedemokraternas gruppledare i riksdagen sedan april 2023. Dessförinnan var hon förste vice gruppledare från 2022.
Lindberg ersatte partiledaren Jimmie Åkesson som talare under Sverigedemokraternas dag i Almedalen 2023.